# نخل خاشاک
نخل خاشاک (نام علمی: Sabal etonia) نام یک گونه از سرده نخلک‌ها است.

## نگارخانه

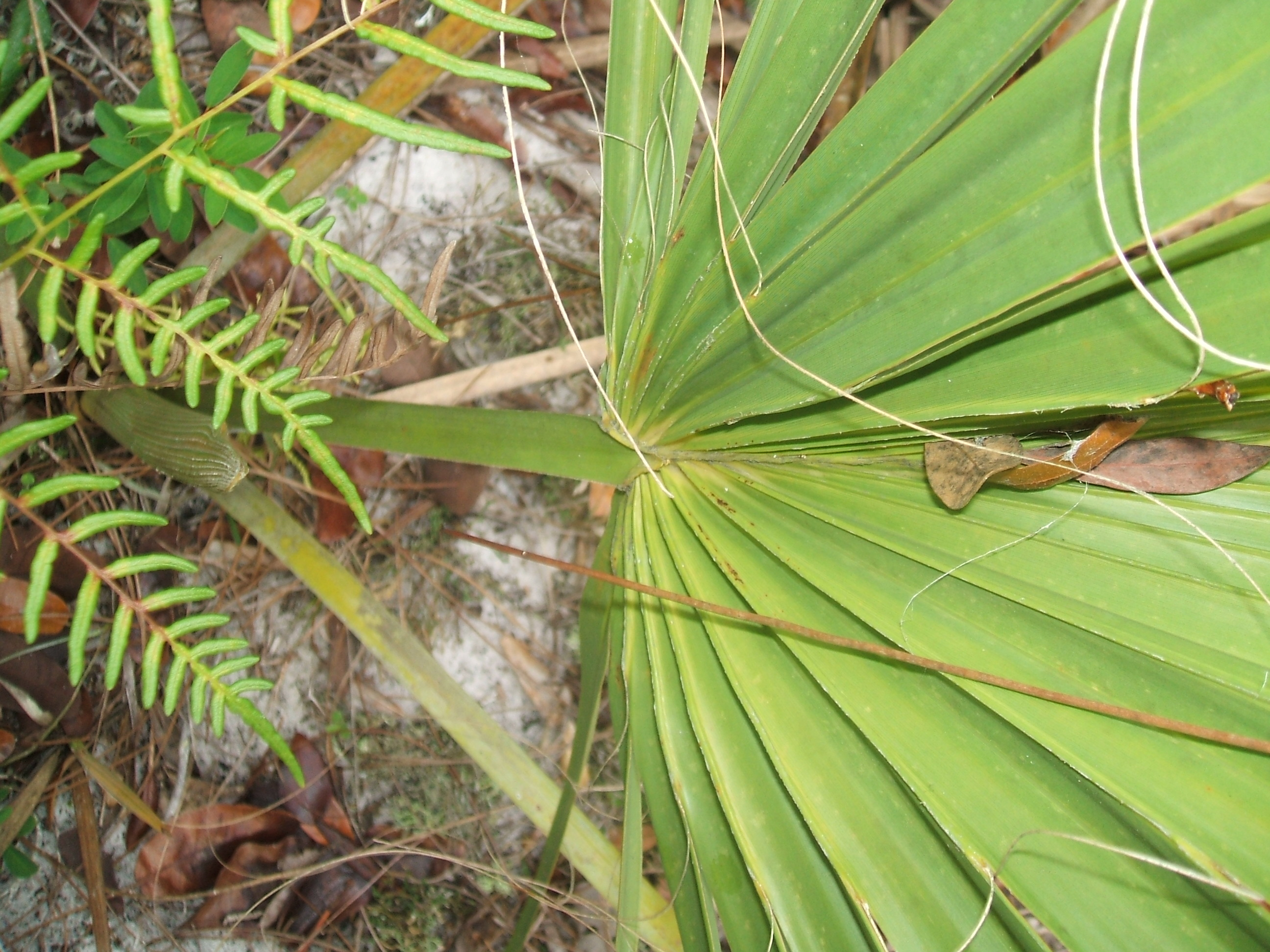
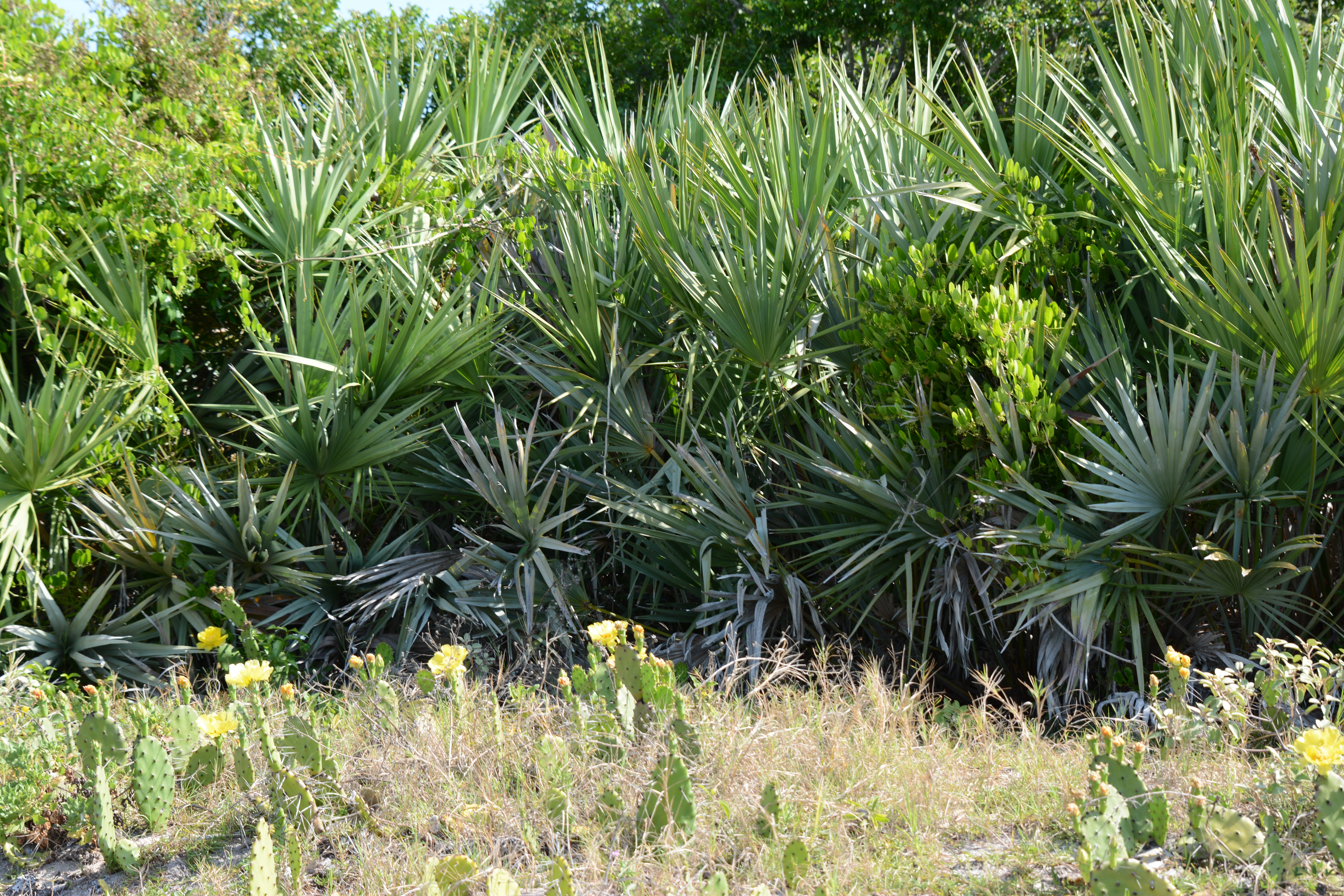